# Tate Modern
Tate Modern – brytyjskie muzeum narodowe międzynarodowej sztuki nowoczesnej w Londynie. Wspólnie z Tate Britain, Tate Liverpool, Tate St Ives stanowi część Tate (dawna Tate Gallery). Całość kolekcji jest również dostępna online.
Muzeum mieści się na południowym brzegu Tamizy w Southwark, w bezpośrednim sąsiedztwie Globe Theatre i Millenium Bridge. Budynek galerii stanowił niegdyś główną halę elektrowni Bankside Power Station projektu Gilesa Gilberta Scotta, która została wybudowana w dwóch etapach w latach 1947–1963. Znaczna część elektrowni została wyłączona z użytku w 1981. Jednak południowe skrzydło budynku, obecnie w posiadaniu francuskiego koncernu energetycznego EDF Energy, pełni swą pierwotną funkcję do dziś (transformatornia jest źródłem tajemniczego buczenia w hali turbin). Jako muzeum budynek otwarto 12 maja 2000 po przebudowie dokonanej na podstawie projektu biura Herzog & de Meuron. Od początku istnienia, Tate Modern jest uważane za jedno z ciekawszych muzeów na świecie prezentujących sztukę nowoczesną, obok Museum of Modern Art (MoMA) w Nowym Jorku.
Ekspozycje stałe prezentowane są na kondygnacjach III i V. Kondygnacja IV gości duże wystawy czasowe, natomiast mniejsza powierzchnia wystawowa na kondygnacji II mieści prace artystów współczesnych. Hala Turbin (kondygnacja I), w której znajdowały się niegdyś generatory prądu, ma wysokość siedmiopiętrowego budynku i powierzchnię 3400 metrów kwadratowych. Od października do marca prezentowane są tutaj (do 2008 roku) prace artystów współczesnych, wykonane na specjalne zamówienie muzeum (sponsorowane przez Unilever). Na parterze budynku znajduje się księgarnia.
17 czerwca 2016 został oddany do użytku nowy, 10 piętrowy budynek o wysokości 65 metrów, który został zbudowany nad dawnymi zbiornikami na olej. Dzięki niemu powierzchnia galerii powiększyła się o 22 492 metry kwadratowe, dając dodatkową przestrzeń na wystawy, pokazy, warsztaty, biura oraz gastronomię.
Początkowo nowy budynek zaprojektowany przez Herzog & de Meuron miał mieć kształt oszklonej piramidy, jednak w ostateczności zdecydowano na cegłę. Koszt rozbudowy to około 215 milionów funtów.
Lista artystów prezentujących w Hali Turbin prace zamówione przez muzeum:
- 2000 – Louise Bourgeois – Maman, I Do, I Undo, I Redo
- 2001 – Juan Muñoz – Double Bind
- 2002 – Anish Kapoor – Marsyas
- 2003 – Ólafur Elíasson – The Weather Project
- 2004 – Bruce Nauman – Raw Materials
- 2005 – Rachel Whiteread – Embankment
- 2006 – Carsten Höller – Test Site
- 2007 – Doris Salcedo – Shibboleth
- 2008 – Dominique Gonzalez-Foerster – TH.2058
- 2009 – Mirosław Bałka – How it is
- 2010 – Ai Weiwei – Sunflower Seeds
- 2016 – Philippe Parreno – Anywhen

## Galeria

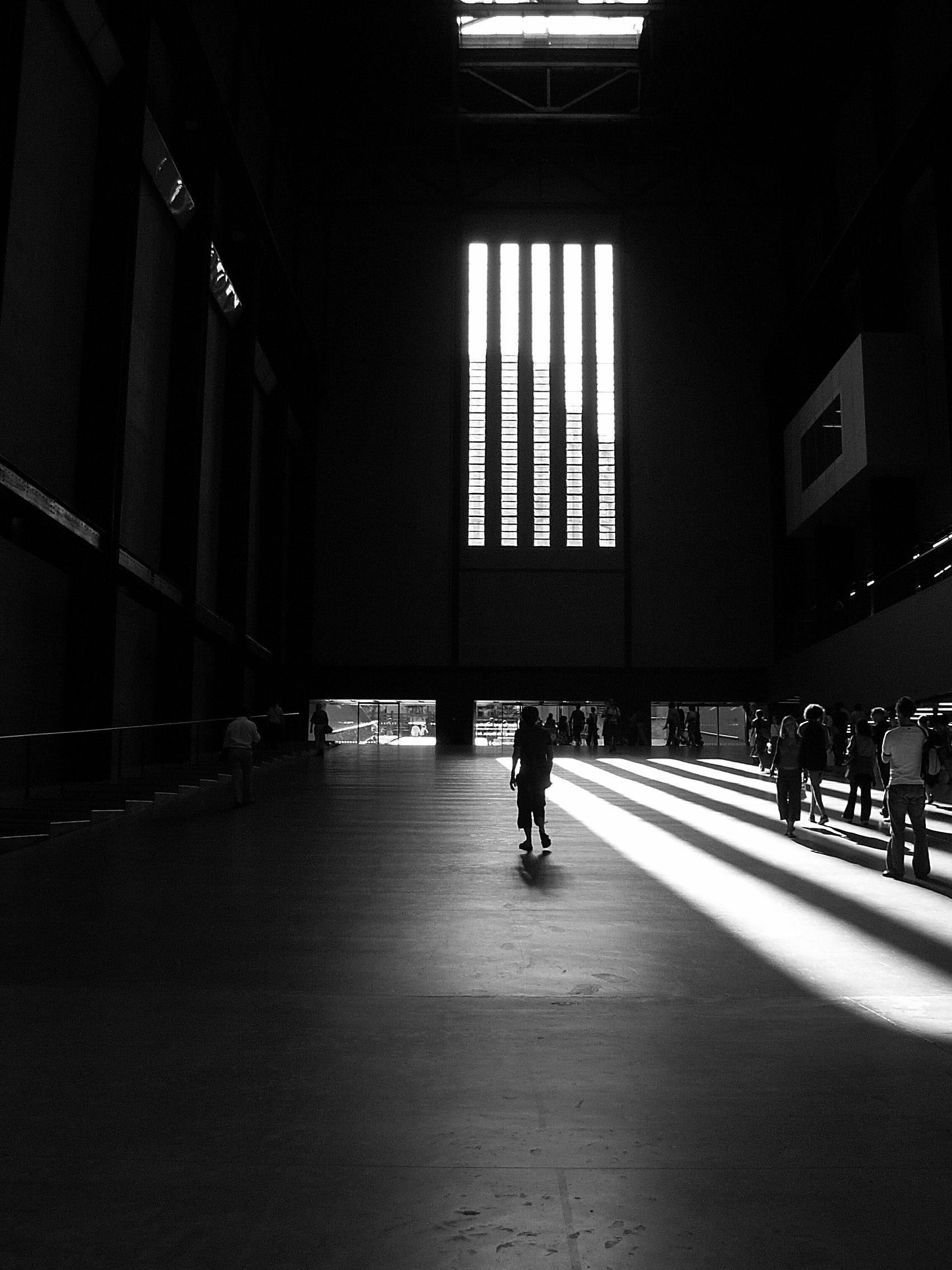
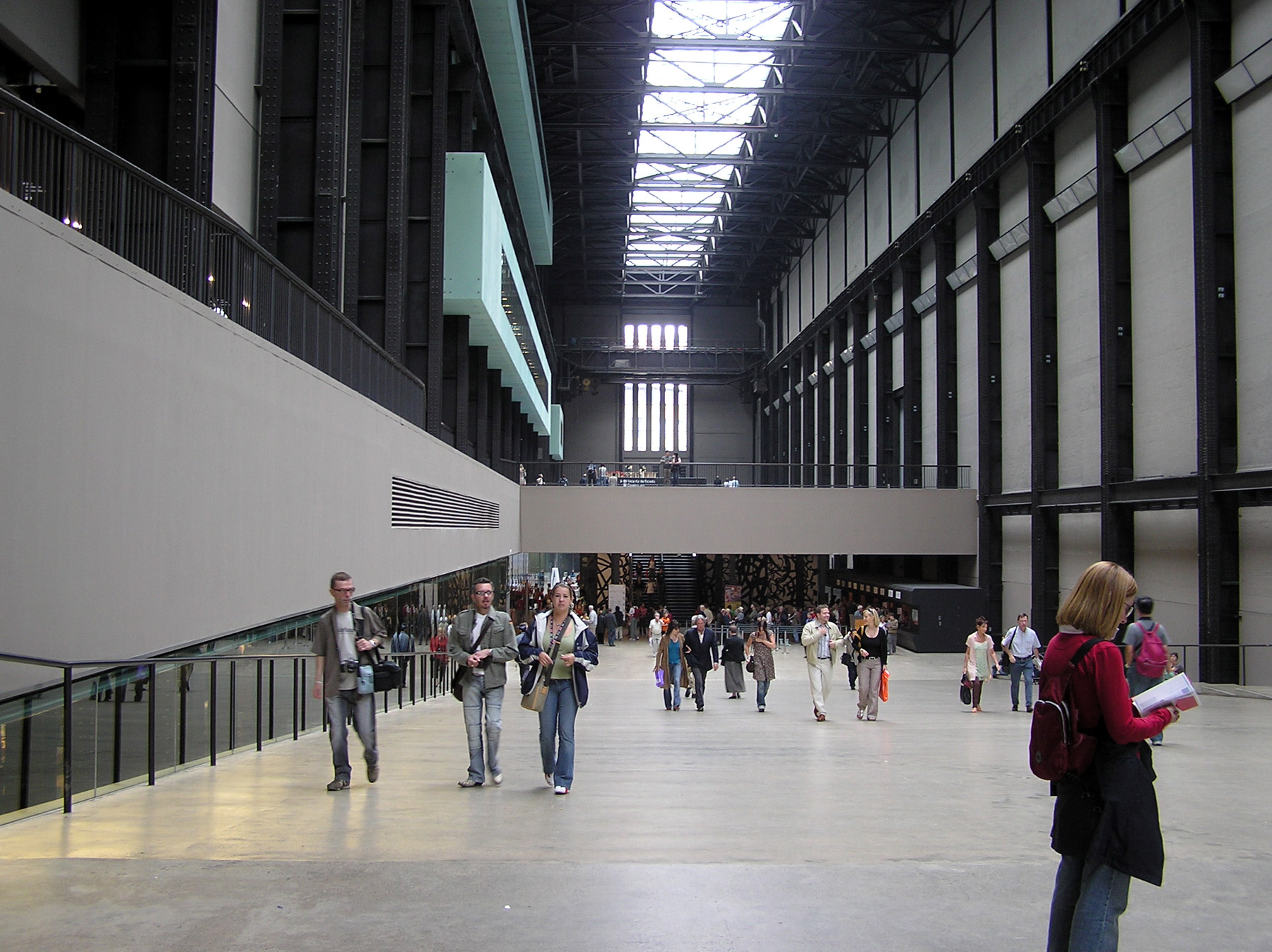
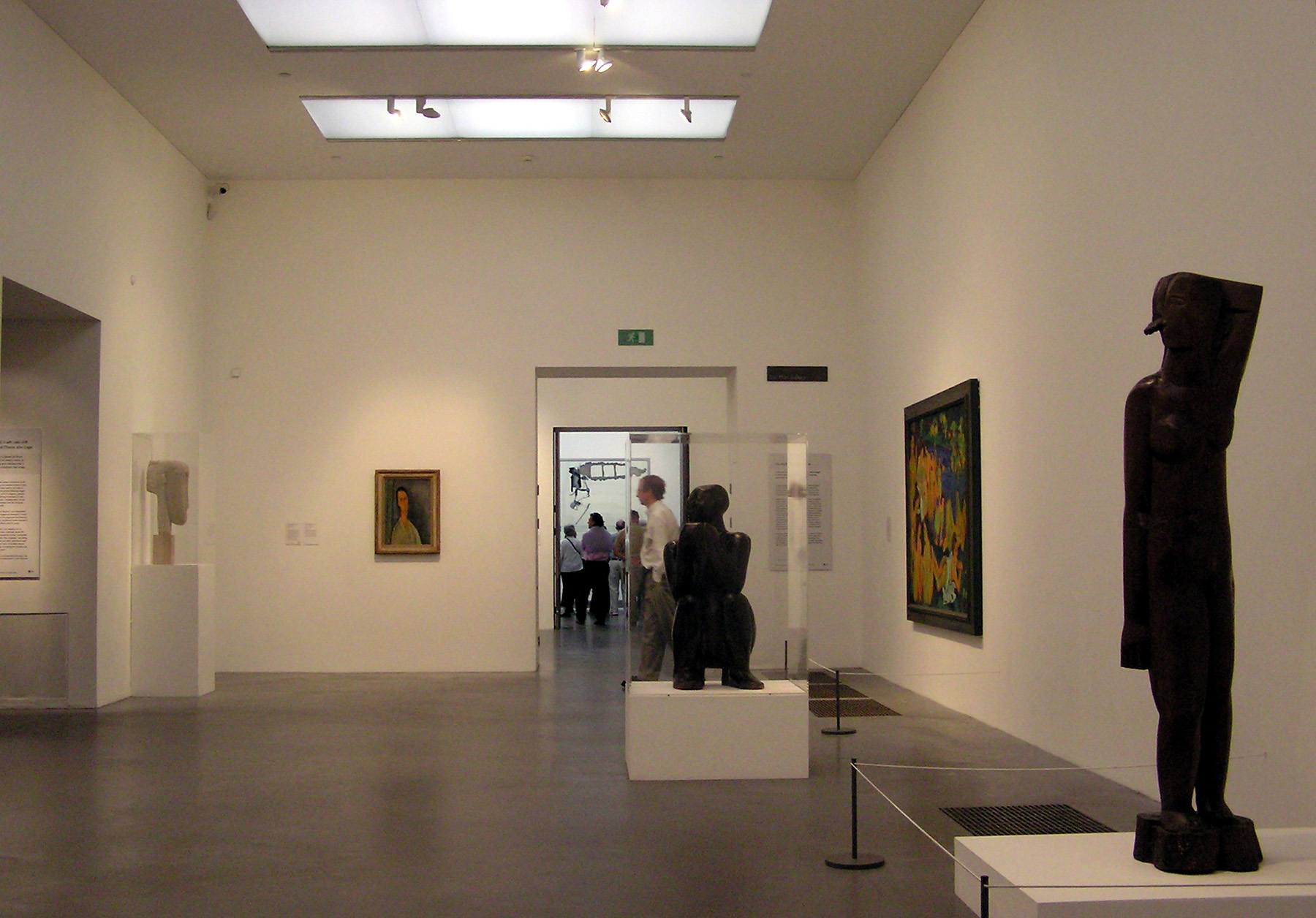
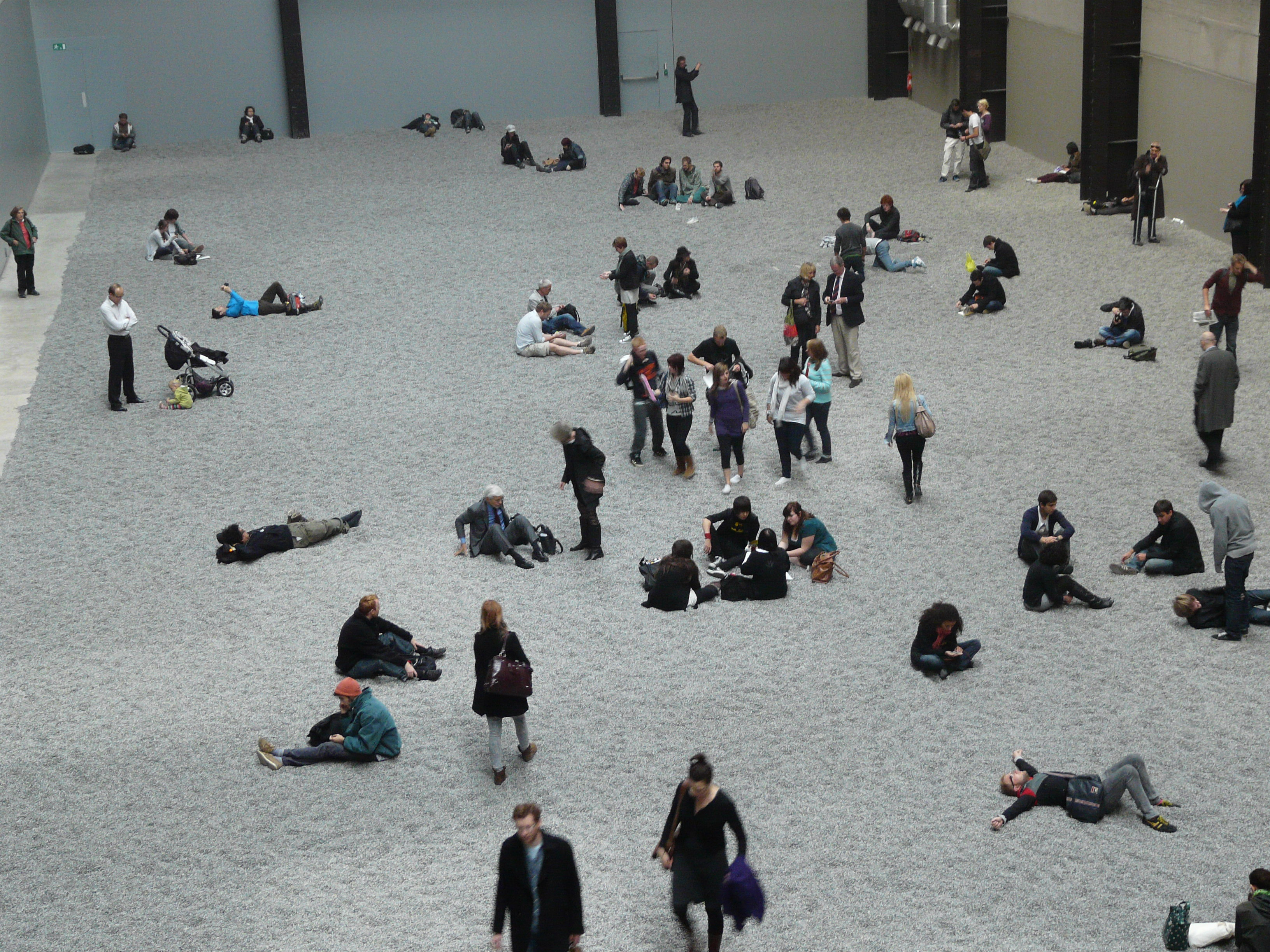